# Centraal District
Het Centraal District (Spaans: Distrito Central) is een gemeente (gemeentecode 0801) in het departement Francisco Morazán in Honduras. In de gemeente bevindt zich de dubbele hoofdstad van Honduras: Tegucigalpa en Comayagüela.
Binnen de gemeente ligt het Nationaal Park La Tigra.

## Bevolking
De bevolking is als volgt verdeeld:
| Vrouwen | 640.106 | 53% |
| Mannen  | 567.529 | 47% |

## Dorpen
De gemeente bestaat uit 43 dorpen (aldea), waarvan de vijf grootste qua inwoneraantal: Distrito Central (code 080101), El Tizatillo (080112), Santa Rosa (080139), Támara (080141) en Villa Nueva (080142).
Het grootste dorp (aldea), Distrito Central, wordt verder onderverdeeld in 22 delen (ciudad of caserío), waarvan de vijf grootste: Agua Blanca (code 080101003), Distrito Central (080101001), El Guabano (080101007), Res. San José (080101043) en Villa Campesina Sector I, II y III (080101034).